# Ляскі-Любуські
Ляскі-Любуські (пол. Laski Lubuskie, нім. Lässig) — село в Польщі, у гміні Ґужиця Слубицького повіту Любуського воєводства.
Населення — 191 особа (2011).
У 1975-1998 роках село належало до Гожовського воєводства.

## Демографія
Демографічна структура станом на 31 березня 2011 року:
|          | Загалом | Допрацездатний вік | Працездатний вік | Постпрацездатний вік |
| -------- | ------- | ------------------ | ---------------- | -------------------- |
| Чоловіки | 105     | 24                 | 74               | 7                    |
| Жінки    | 86      | 15                 | 52               | 19                   |
| Разом    | 191     | 39                 | 126              | 26                   |